# Piaskowice (województwo łódzkie)
Piaskowice – wieś w Polsce położona w województwie łódzkim, w powiecie zgierskim, w gminie Parzęczew.
W Piaskowicach urodził się w 1878 Marceli Lemieszewski.
Do 1953 roku miejscowość była siedzibą gminy Piaskowice. W latach 1975–1998 miejscowość należała administracyjnie do ówczesnego województwa łódzkiego.